# Мюэ, Анна Мария
Анна Мария Мюэ (нем. Anna Maria Mühe; род. 23 июля 1985, Берлин) — немецкая актриса.

## Биография
Родилась в актёрской семье. Отец — обладатель «Оскара», известный по фильму «Жизнь других» актёр Ульрих Мюэ (1953—2007), мама — актриса Йенни Грёльман (1947—2006). Её дед — сценограф Отто Грёльман (1902—2000). Её мачехой была актриса Сусанна Лотар (1960—2012). Двое детей Сусанны Лотар и двое детей от первого брака отца с Аннегрет Хан являются её кровными братьями и сёстрой.
В 2001 году режиссёр Мария фон Геланд нашла её в кафе в берлинском районе Шарлоттенбург и пригласила на кастинг для фильма «Большие девочки не плачут» (2002). В картине речь идёт о дружбе и взрослении девочек — Кати (Мюэ) и Штеффи (Каролина Херфурт).
С 2003 года снимается в известных криминальных сериалах, таких как «Телефон полиции — 110», «Место преступления», «Двойное назначение» и «Криминалист».
В 2004 году снимается в картине «К чему помыслы о любви?» с Даниэлем Брюлем.

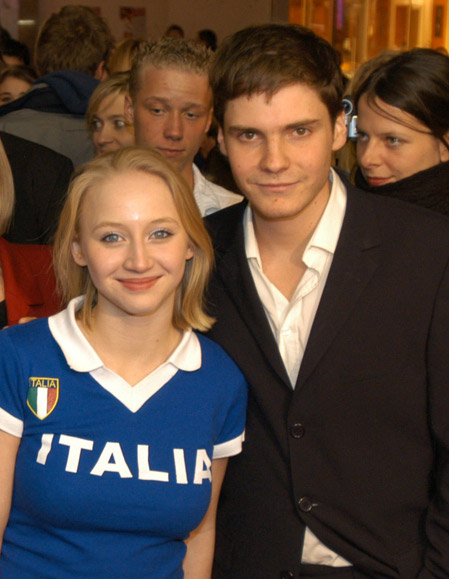
Мюэ и Даниэль Брюль на премьере фильма «К чему помыслы о любви?» (2004)

В 2007 году после смерти отца взяла на себя организацию международного фестиваля этнической музыки Liederflut в Гримме.
В 2008 году сыграла главную роль в фильме «Дитя ноября».
В 2009 году исполнила роль дочери тирольского почтмейстера Анны Плёхль, возлюбленной эрцгерцога Иоганна Австрийского, которого сыграл Тобиас Моретти, в телефильме «Анна и принц».
В 2009 году исполнила роль в картине «Графиня» с Жюли Дельпи и Уильямом Хёртом.

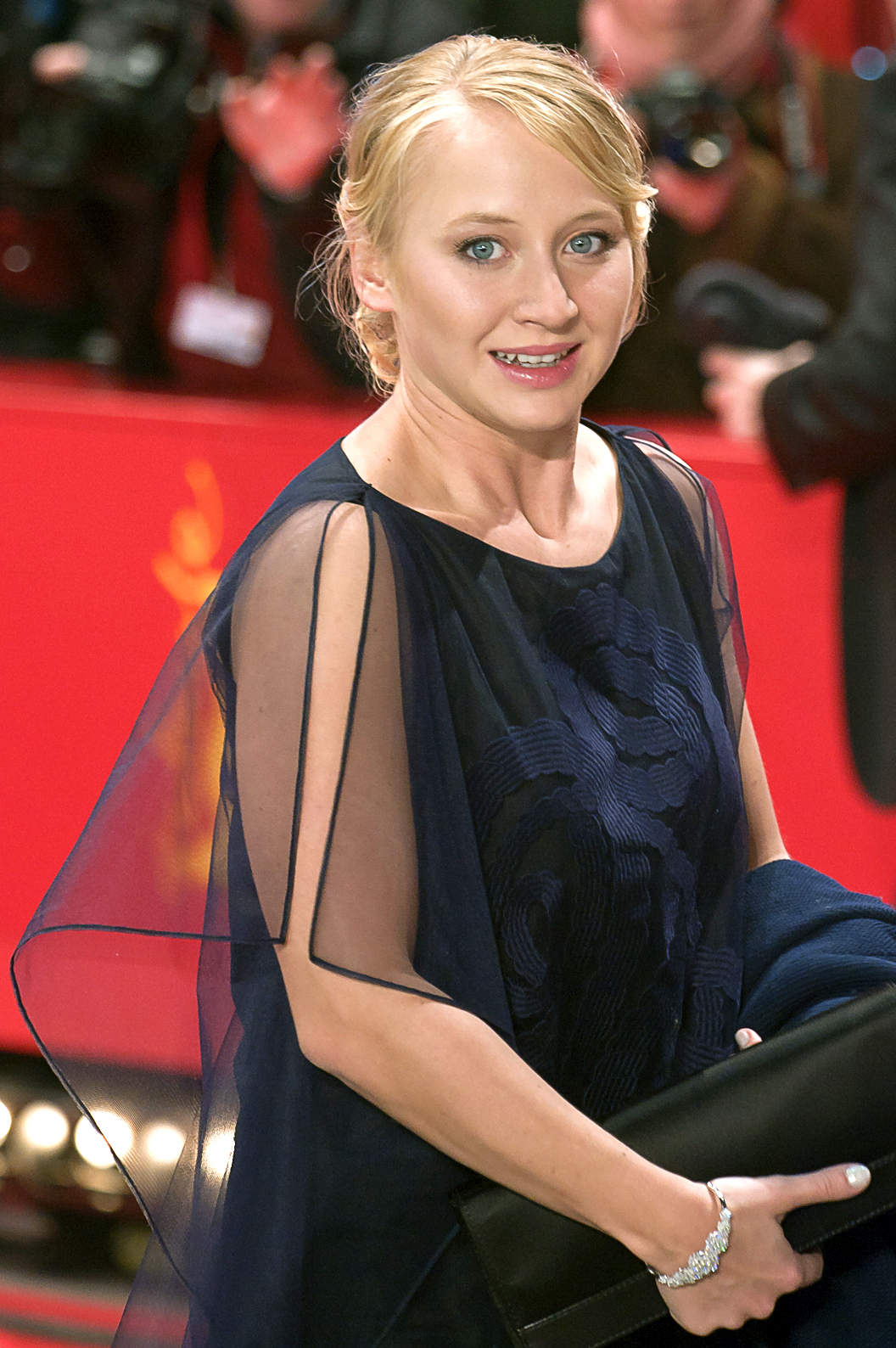
Мюэ на Берлинском кинофестивале в 2011 году

В 2017 году сыграла главную роль в фильме «Несмотря ни на что».

## Личная жизнь
С 2009 года встречается с Тимоном Модерсоном. У пары в ноябре 2012 года родилась дочь.

## Фильмография
| Год       |     | Русское название                                          | Оригинальное название                                         | Роль                                                                   |
| --------- | --- | --------------------------------------------------------- | ------------------------------------------------------------- | ---------------------------------------------------------------------- |
| 2002      | ф   | Большие девочки не плачут                                 | Große Mädchen weinen nicht                                    | Кати / Kati                                                            |
| 2004—2004 | с   | Место преступления                                        | Tatort: Verraten und verkauft                                 | Даниэла Паулке / Daniela Paulke                                        |
| 2004      | ф   | К чему помыслы о любви?                                   | Was nützt die Liebe in Gedanken                               | Хильде Шеллер / Hilde Scheller                                         |
| 2005—2005 | с   | Телефон полиции — 110                                     | Polizeiruf 110                                                | Клаудиа Шмидт / Claudia Schmidt                                        |
| 2006—2006 | с   |                                                           | Siebenstein                                                   | Русалка Никола / Nixe Nikola                                           |
| 2006—2006 | с   | СОКО Висмар                                               | SOKO Wismar                                                   | Джесси Штайнфельд / Jessie Steinfeld                                   |
| 2006—2006 | с   | Место преступления                                        | Tatort                                                        | Даниэла Паулке / Daniela Paulke                                        |
| 2006—2006 | с   | Криминалист                                               | Der Kriminalist                                               | Лейла Пройс / Leila Preuß                                              |
| 2007—2007 | с   | Пастор Браун                                              | Pfarrer Braun                                                 | Послушница Анна / Novizin Anna                                         |
| 2007—2007 | с   | Двойное назначение                                        | Doppelter Einsatz                                             | Юле Шулер / Jule Schuler                                               |
| 2008      | ф   | Дитя ноября                                               | Novemberkind                                                  | Инга Каден; Аннелизе «Анне» Каден / Inga Kaden; Anneliese 'Anne' Kaden |
| 2008      | ф   | Полтора рыцаря: В поисках похищенной принцессы Херцелинды | 1 1/2 Ritter — Auf der Suche nach der hinreibenden Herzelinde | Магд / Magd                                                            |
| 2009—2009 | с   | Место преступления                                        | Tatort                                                        | Даниэла Паулке / Daniela Paulke                                        |
| 2009      | ф   | Графиня                                                   | Die Gräfin                                                    | Берта / Bertha                                                         |
| 2009—2009 | с   | СОКО Лейпциг кроссовер с «Чисто английское убийство»      | SOKO Leipzig The Bill                                         | Шарлотта Фишер / Charlotte Fischer                                     |
| 2009      | тф  | Анна и принц                                              | Geliebter Johann Geliebte Anna                                | Anna Plochl / Анна Плёхль                                              |
| 2010      | кор |                                                           | Live Stream                                                   | Анне Кремер / Anne Krämer                                              |
| 2011—2011 | с   | Место преступления                                        | Tatort                                                        | Даниэла Паулке / Daniela Paulke                                        |
| 2011      | ф   | Невидимая                                                 | Die Unsichtbare                                               | Ирина / Irina                                                          |
| 2011—2011 | с   | При других обстоятельствах                                | Unter anderen Umständen                                       | Ребекка / Rebecka                                                      |
| 2012      | ф   | Улетай за горизонт                                        | Bis zum Horizont, dann links!                                 | Сестра Амели / Schwester Amelie                                        |
| 2013—2013 | с   | Блох                                                      | Bloch                                                         | Стефани Рудольф / Stefanie Rudolf                                      |
| 2014      | ф   | Не мой день                                               | Nicht mein Tag                                                | Мириам / Miriam                                                        |
| 2017      | ф   | Не/смотря ни на что                                       | Mein Blind Date mit dem Leben                                 | Лаура / Laura                                                          |

## Дискография
- 2008: Sehnsucht (с Schiller)
- 2010: Atemlos (с Schiller)
- 2014: Das Schicksal ist ein mieser Verräter (известный роман Джона Грина «Виноваты звёзды»)